# Cultura do Sudão do Sul

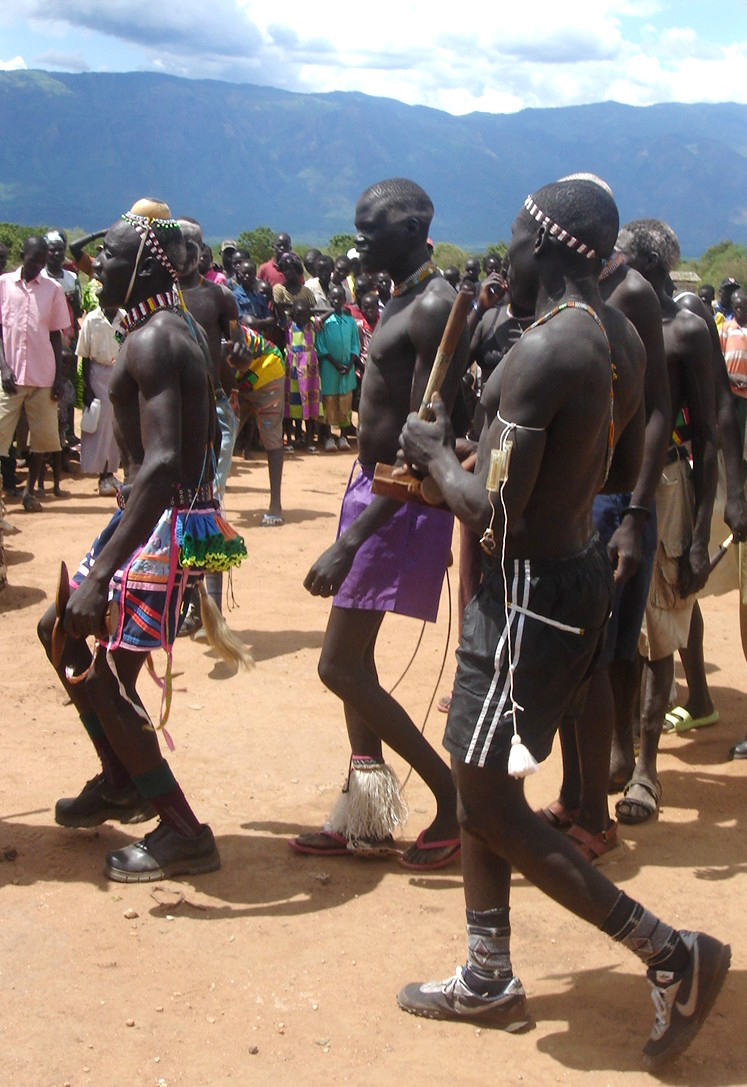
Dançarinos comemorando o acordo de paz em Kapoeta, Sudão do Sul.

A cultura do Sudão do Sul abrange as religiões, línguas, etnias, comida e tradições das pessoas no país da África.

## Línguas
A língua oficial do Sudão do Sul é inglês, conforme estabelecido pela onstituição de 2011.
Mas o Sudão do Sul tem muitos grupos tribais, ao mesmo tempo que muitas línguas, mas todos são aceitos.
Outras línguas faladas no país são árabe juba, o dinca (3 milhões de falantes) e o nuere (1,4 milhões de falantes).

## Religião
Enquanto o Sudão é influenciado pelo islão, o Sudão do Sul é influenciado pelo cristianismo a religião tradicional africana animista, embora o Islã não esteja totalmente ausente.
A constituição atual garante a separação entre a igreja e o estado, a liberdade de religião e a igualdade entre todas as crenças.

## Grupos étnicos

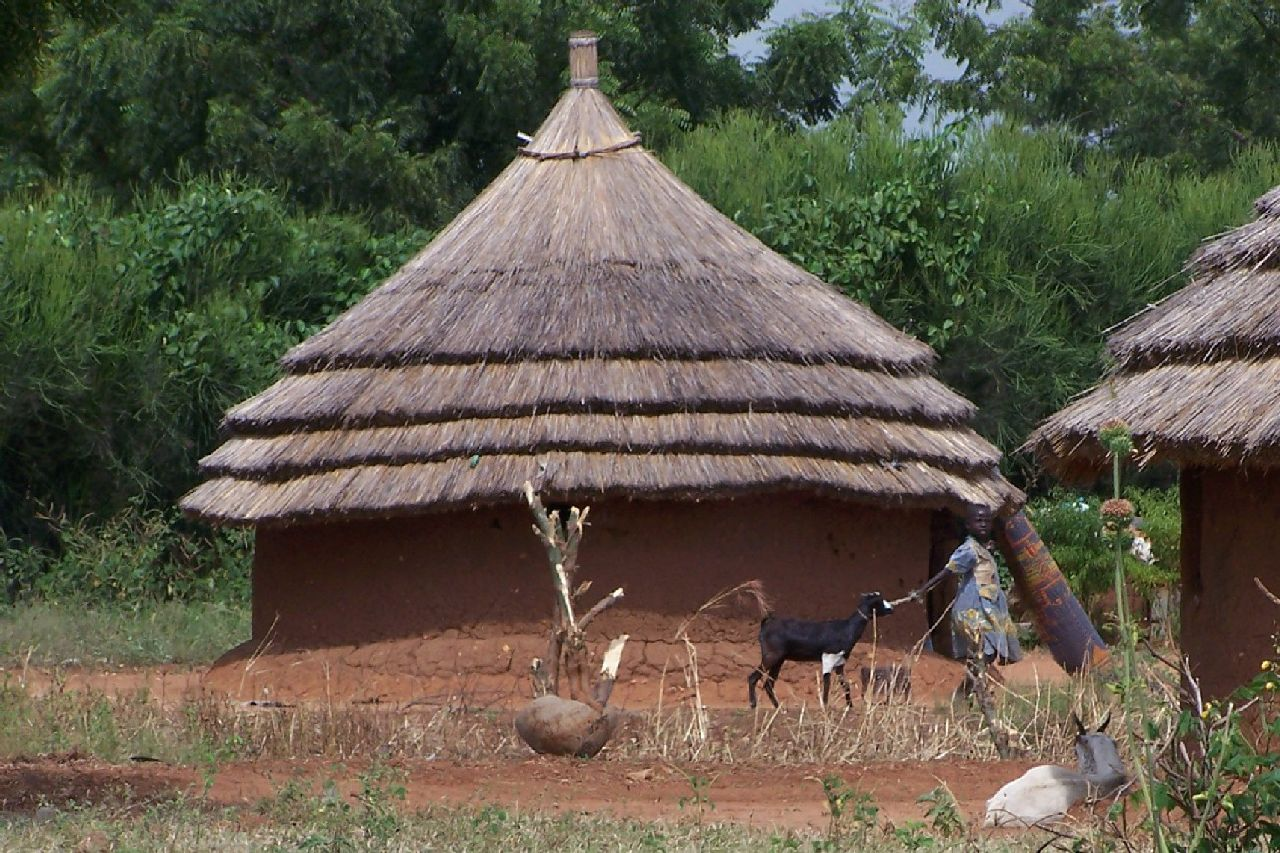
Cabana com telhado de palha e paredes de terra do povo dinca, em Juba, Sudão do Sul. Tirada em 30 de dezembro de 2005, quando o antigo Sudão do Sul.

Os grupos étnicos presentes no Sudão do Sul são os dincas, kakwas, bari, zandes, shilluque, kuku, murle, mandarsi, didinga, ndogo, bviri, lndi, anuaque, bongo, lango, dungotona e acholis.

## Sociedade
A maioria dos sul-sudaneses manteve o núcleo de sua cultura mesmo no exílio e na diáspora. A cultura tradicional é amplamente mantida e grande atenção é dada ao conhecimento da origem e do dialeto. Embora as línguas comuns faladas sejam o árabe Juba e o inglês, O suaíli está sendo introduzido na população para melhorar as relações do país com seus vizinhos da África Oriental.

## Música

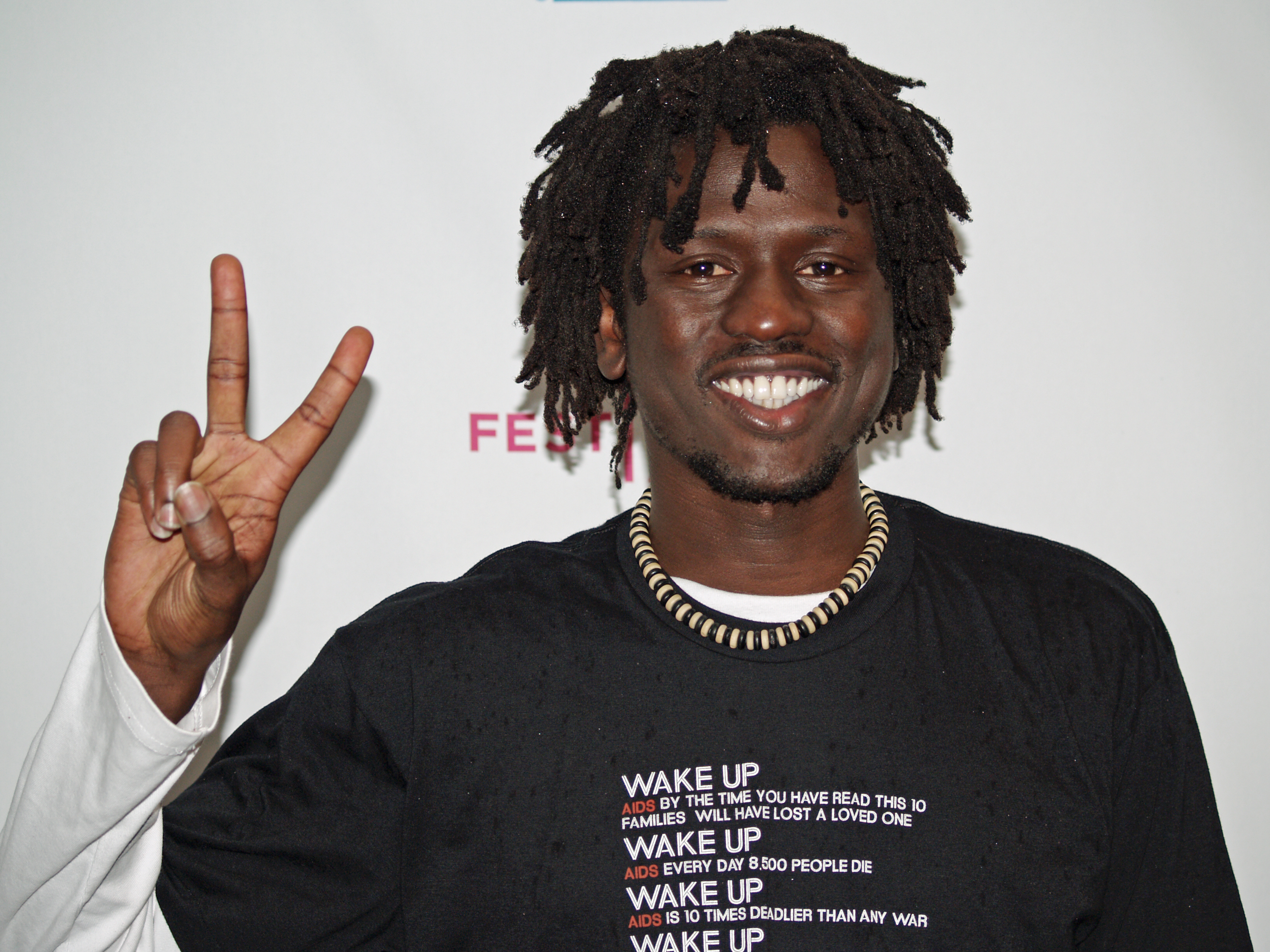
Emmanuel Jal no Festival de cinema de Tribeca de Nova Iorque, 2008.

Devido aos muitos anos de guerra civil, a cultura é fortemente influenciada pelos países vizinhos do Sudão do Sul. Muitos sudaneses do Sul fugiram para Etiópia, Quénia e Uganda, onde interagiram com os nacionais e aprenderam suas línguas e cultura. Para a maioria dos que permaneceram no país, ou foram para o norte para Sudão e o Egito, assimilaram enormemente a cultura árabe.
Muitos artistas musicais sul-sudaneses usam inglês, suaíli, árabe juba, sua língua local ou uma mistura de línguas. O artista popular Emmanuel Kembe canta folk, reggae e afrobeat. Yaba Angelosi canta afrobeat, R&B e zouk. Dynamiq é popular por seus lançamentos de reggae. Emmanuel Jal é um artista de hip hop.
Há poucas artistas femininas que o Sudão do Sul tenha ocorrido até agora. Queen Zee é conhecida pela sua música hip hop.

## Esportes

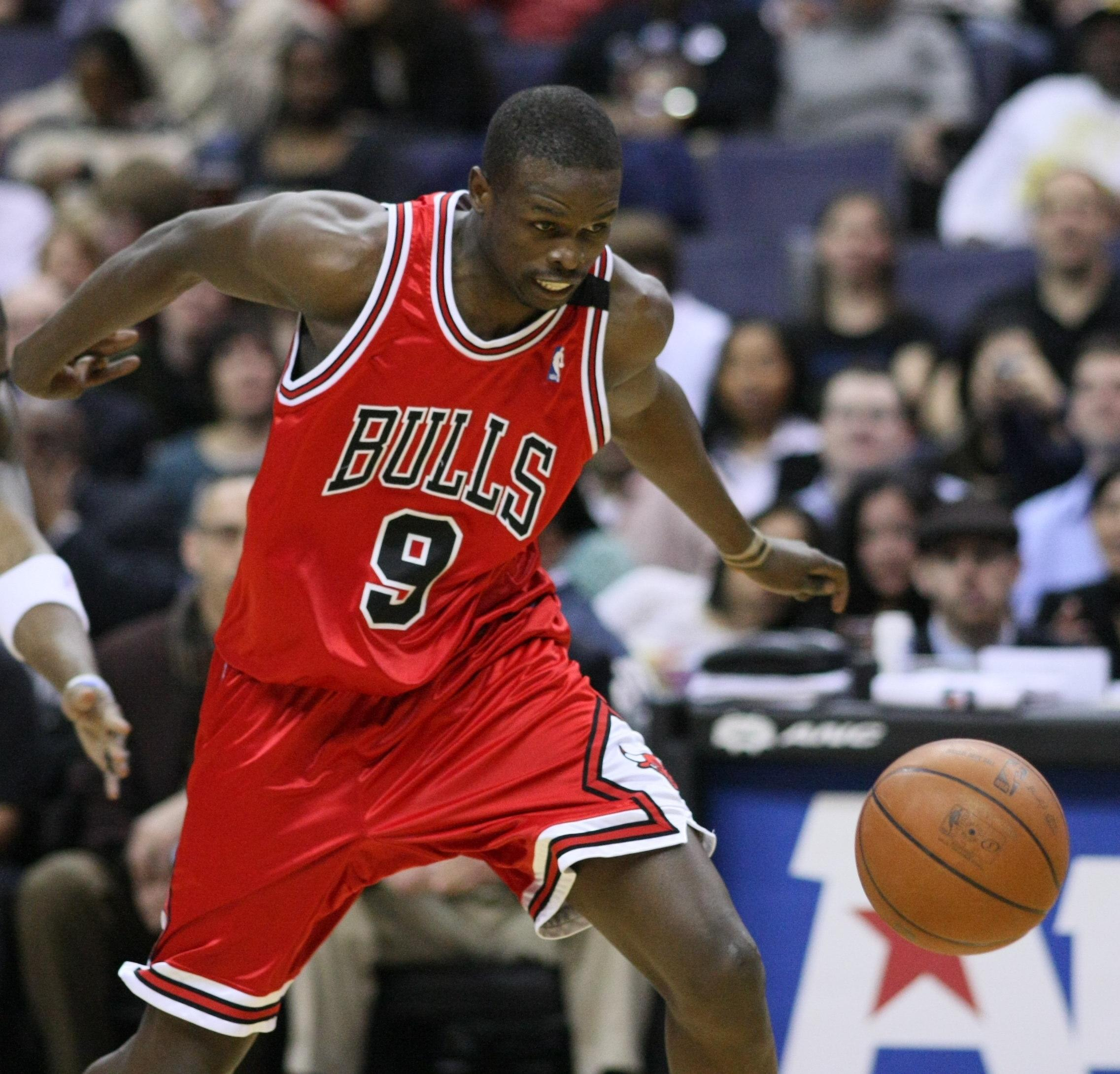
Luol Deng, jogador do Chicago Bulls a NBA, nasceu em Uau, Sudão do Sul.

Alguns sul-sudaneses brilham no esporte internacional, principalmente no basquetebol, como Luol Deng, Manute Bol, Deng Ajou, Gai Deng, entre outros.
O futebol também está cada vez mais popular no Sudão do Sul, e há inúmeras iniciativas do governo e outros parceiros privados para promover o esporte e melhorar o padrão do jogo, como a Associação Esportiva Juvenil do Sudão do Sul (SSYSA).
Majak Daw será o primeiro sul-sudanês profissional de futebol australiano já que já foi assinado com os Cangurus do Norte de Melbourne da AFL no final de 2009.